# Мондейл, Уолтер
Уолтер Фредерик «Фриц» Мондейл (англ. Walter Frederick "Fritz" Mondale; 5 января 1928, Силон, округ Мартин, штат Миннесота, США — 19 апреля 2021, Миннеаполис, штат Миннесота, США) — американский политический, государственный деятель, юрист и дипломат; 23-й генеральный прокурор штата Миннесота (1960—1964), сенатор от штата Миннесота (1964—1976), 42-й вице-президент США (1977—1981) от Демократической партии, официальный кандидат в президенты США от демократов на президентских выборах 1984 года. Посол США в Японии (1993—1996). Один из самых долгоживущих вице-президентов в истории США.

## Биография

### Ранние годы
Уолтер Фредерик «Фриц» Мондейл родился 5 января 1928 года в городе Силон округа Мартин штата Миннесота в семье методистского проповедника Теодора Зигварда Мондейла и его супруги, учительницы музыки Клэрибэл Хоуп Мондейл (урождённая Коуэн). Имел сводного брата Лестера (1904—2003), который был старше его почти на 25 лет, и родных братьев Кларенса (1926—2014), известного как Пит, и Уильяма, известного как Морт. По отцу Уолтер Мондейл имел норвежские и немецкие корни, по матери — английские и шотландские. С детства родители предпочитали называть Уолтера Мондейла кратким именем «Фриц». В годы Великой депрессии Мондейлы жили весьма бедно. В 1930-е годы Уолтер с семьёй несколько раз переезжали, не покидая при этом Миннесоту.

### Молодость, образование и служба в армии
По получении среднего образовании Уолтер Мондейл 2 года учился в колледже Макалестера, после чего перевёлся в Университет Миннесоты. В 1951 году Мондейл окончил Университет Миннесоты со степенью бакалавра искусств в области политологии.
В 1951—1953 годах Уолтер Мондейл служил в Корее сначала как военный бронетанковых подразделений, а затем как специалист по образовательным программам и военный журналист. В 1953 году был демобилизован в звании капрала и вернулся в США.
В 1953—1956 годах Мондейл учился в Школе права Университета Миннесоты и получил научную степень бакалавра права. Юридическую практику начал клерком верховного судьи штата Миннесота Томаса Галлагера, потом занимался частной юридической практикой в Миннеаполисе.

### Ранняя политическая карьера
Политикой Уолтер Мондейл увлёкся в 1940-е годы. Примкнув к Демократической партии, Мондейл в 1948 году активно участвовал в кампании Хьюберта Хамфри по выборам в Сенат США. Потом Мондейл стал работать на Орвилла Фримена, которому помогал в рамках кампании по выборам губернатора Миннесоты 1952, 1954 и 1958 годов.

### На посту генерального прокурора штата Миннесота
В 1960 году губернатор Фримен назначил Уолтера Мондейла генеральным прокурором штата Миннесота при том, что Мондейлу тогда было всего 32 года, а юридической практикой он занимался всего 4 года.
Как генеральный прокурор штата Миннесота, Мондейл активно боролся с расовыми дискриминациями и конфликтами, поддерживал курс Джона Кеннеди и Линдона Джонсона по ликвидации расовой сегрегации. В 1960—1964 годах — член Президентского Консультативного Совета по защите прав потребителей.
В ноябре 1964 года сенатор Хамфри не участвовал в очередных выборах в Сенат, так как был напарником президента Джонсона на президентских выборах 3 ноября. Пара Джонсон-Хамфри выиграла выборы, и Хамфри уже не мог быть сенатором вновь. Поэтому место Хамфри в Сенате занял Мондейл, успешно избранный сенатором от штата Миннесота.
30 декабря 1964 года Уолтер Мондейл прекратил исполнение обязанностей генерального прокурора штата Миннесота.

### Сенаторство
В 1964—1976 годах — сенатор от штата Миннесота. Успешно переизбирался в 1966 и 1972 годах.
Как сенатор, был центристом, до 1974 года мало интересовался внешнеполитическими проблемами.
Поначалу поддерживал войну во Вьетнаме, но в конце 1960-х годов стал осуждать её.
В 1968 году в рамках Закона о гражданских правах пролоббировал принятие положений о «справедливом жилищном строительстве».
Входил в ряд сенатских комитетов, включая комитет по расследованию обстоятельств гибели 3-х астронавтов при тестировании корабля «Аполлон-204» в 1967 году.
В 1972 году кандидат в президенты от демократов Джордж Макговерн предложил Мондейлу стать его напарником, но Мондейл ответил отказом.
Мондейл участвовал в работе комиссии Чёрча, расследовавшей деятельность ЦРУ и ФБР, в том числе вмешательство данных структур в дела независимых государств и покушения на иностранных лидеров.
В 1976 году в рамках национальной конвенции Демократической партии 12-15 июля в Нью-Йорке Джимми Картер выбрал Уолтера Мондейла своим напарником для участия в президентских выборах 2 ноября. Вместе Картер и Мондейл привели демократов к победе на этих выборах, хотя и непрочной.
30 декабря 1976 года Уолтер Мондейл досрочно прекратил исполнение обязанностей сенатора.

### Вице-президентство
20 января 1977 года Уолтер Мондейл официально вступил в должность вице-президента США.
Стал первым вице-президентом США с постоянной резиденцией.
В феврале 1980 года Мондейл открыл Зимние Олимпийские игры в Лэйк-Плэсид (штат Нью-Йорк). В мае Мондейл присутствовал на похоронах Иосипа Броз Тито. В том же году Картер и Мондейл баллотировались на переизбрание, но в рамках президентских выборов 4 ноября их одолела пара Рейган-Буш, выдвинутая республиканцами.
20 января 1981 года Уолтер Мондейл передал вице-президентские полномочия Джорджу Бушу-старшему.

### Президентские выборы 1984 года
21 февраля 1983 года Уолтер Мондейл заявил о намерении участвовать в президентских выборах 1984 года как кандидат от демократов.
В рамках праймериз Демократической партии Мондейлу противостояли, в частности, Джесси Джексон и сенатор Гэри Харт из Колорадо. По итогам праймериз и национальной конвенции Демократической партии 16-19 июля 1984 года в Сан-Франциско (штат Калифорния) официальным кандидатом в президенты США от демократов стал Мондейл. Своим напарником Мондейл выбрал Джеральдин Ферраро, заседавшую в Палате представителей США от штата Нью-Йорк. Ферраро стала первой женщиной в истории США, выдвинутой на пост вице-президента от одной из двух крупнейших партий США.
Мондейл активно критиковал баллотировавшегося на второй срок президента Рейгана за политику снижения налогов, которая привела к росту дефицита бюджета и внешнего долга США. Также Мондейл считал неприемлемыми чрезмерно высокие военные расходы и резкую внешнюю политику Рейгана. Наконец, Рейгану в 1984 году было 73 года, и Мондейл пытался использовать этот факт в своих целях. В целом, если Рейган был «ястребом», то Мондейл — более умеренным, «голубем». Рейган, однако, успешно переизбрался на второй срок: по итогам президентских выборов 6 ноября Рейган набрал 525 голосов выборщиков, Мондейл — 13.

### После президентских выборов 1984 года
После поражения на президентских выборах 1984 года Мондейл вернулся к юридической практике в Миннесоте. В 1986—1993 годах — глава Национального демократического института международных отношений, в 1993—1996 годах — посол США в Японии. В 1998 году ездил в Индонезию по поручению президента Билла Клинтона.
В 1990 году основал Политический форум Мондейла.
В 2002 году вновь баллотировался в Сенат от Миннесоты, на то же место, которое занимал ранее. Вступив в гонку всего за 11 дней до голосования из-за гибели в авиационной катастрофе действующего сенатора Пола Уэллстона, Мондейл только один раз участвовал в теледебатах и проиграл с небольшим разрывом республиканцу Норману Коулману.
На президентских выборах 2008 года поддерживал Хиллари Клинтон, а после её выхода из президентской гонки — Барака Обаму.
Скончался 19 апреля 2021 года в Миннеаполисе. Поминальная служба состоялась лишь 1 мая 2022 года из-за нескольких переносов в свете пандемии COVID-19. На поминальной службе присутствовал, в частности, президент Джо Байден.

## Семья
В 1955—2014 годах Уолтер Мондейл был женат на Джоан Адамс (1930—2014), в браке родились сыновья Тед (род. 1957) и Уильям Холл, и дочь Элинор (1961—2011). Элинор Мондейл была актрисой, журналисткой, теле- и радиоведущей. В 2011 году Элинор Мондейл скончалась от рака мозга.

## Награды
- Кавалер Большого креста Королевского Норвежского Ордена Заслуг (Норвегия)
- Орден Цветов павлонии с большой лентой (Япония)